# Max Grün
Maximilian Grün (Karlstadt, 5. svibnja 1987.) je njemački nogometni vratar. Trenutačno brani za Wolfsburg u koji je došao 2013. godine.

## Klupska karijera

### FV Karlstadt
Maximilian Grün je nogometnu karijeru započeo u FV Karlstadtu.

### FC Bayern München
Godine 2003. prešao je u Bayernovu omladinsku školu. Nakon tri godine provedene u omladinskoj školi, Grün je promoviran u rezervni tim.

### SpVgg Greuther Fürth
Nakon sedam godina provedenih u  Bayernu potpisao je jednogodišnji ugovor sa SpVgg Greuther Fürthom.

### VfL Wolfsburg
Dana 1. srpnja 2013. godine prešao je u redove njemačkog prvoligaša VfL Wolfsburga.

## Reprezentativna karijera
Godine 2002. i 2003. bio je član Njemačke do 16 i Njemačke do 17 reprezentacije.